# Didacna parallella
Didacna parallella (лат.) — вид солоноватоводных двустворчатых моллюсков семейства сердцевидок (Cardiidae). Раковина овальная или неправильно-четырёхугольная, относительно тонкостенная, длиной до 50 мм, высотой до 37 мм. Эндемик Каспийского моря. Распространён в Южном Каспии и на западном побережье Среднего Каспия на глубинах 50—85 м.

## Описание
Раковина овальная или округлая неправильно-четырёхугольная, неравносторонняя, относительно тонкостенная, умеренно выпуклая. Длина раковины до 50 мм, высота до 37 мм, выпуклость до 21 мм. Спинной край почти параллелен брюшному. Макушка узкая, сильно смещена к переднему краю. Поверхность раковины покрыта 29—42 узкими плоскими радиальными рёбрами, слабо развитыми на закилевом поле. Рёберные борозды имеются на всей внутренней поверхности раковины. Килевой перегиб хорошо развит, выделен утолщённым ребром, острый только на макушке. Закилевое поле широкое. Окраска кремовая или светло-коричневая. Внутренняя поверхность кремовая с красновато-коричневым пятном на заднем крае.

## Распространие и экология
Эндемик Каспийского моря. Распространён в Южном Каспии и на западном побережье Среднего Каспия на глубинах 50—85 м. Имеются сведения о находках вида на глубинах 200—300 м, однако неизвестно, относятся ли эти данные к живым экземплярам.
Природоохранный статус вида не установлен. В исследованиях 2000-х и 2010-х годов он не был обнаружен в живом состоянии, но были найдены свежие раковины на побережье моря. Находки живых особей известны как минимум до 1986 года. Из-за отсутствия новых находок живых экземпляров Й. тер Пуртен (2024) предполагал, что D. parallella вымер.

## Происхождение
В ископаемом состоянии данный вид известен из отложений позднего плейстоцена (хвалынский горизонт) и голоцена (новокаспийский горизонт). Какой из ископаемых представителей рода является предковой формой D. parallella считается неизвестным.

## Таксономия
Впервые вид был описан русским и советским геологом Владимиром Владимировичем Богачёвым в 1932 году по ископаемым раковинам, найденным в отложениях нижнехвалынского подгоризонта в окрестностях Баку (типовое местонахождение вида). Типовые экземпляры утеряны. Л. А. Невесская (2007) в качестве лектотипа выделила один из экземпляров, изображённых в работе Богачёва.
Б. М. Логвиненко и Я. И. Старобогатов (1968), а впоследствии и другие авторы указывали D. parallella в качестве представителя современной фауны Каспийского моря. Несмотря на это, Невесская (2007) считала данный вид вымершим, указывая, что он лишь изредка встречался в голоцене.
П. В. Фёдоров в 1953 году описал вариетет Didacna parallella borealis. Невесская (2007) указывала его в качестве возможного синонима D. parallella.